# 꿀맛~A Taste Of Honey~
꿀맛~A Taste Of Honey~(蜜の味〜A Taste Of Honey〜 미쓰노아지~어 테이스트 오브 허니~[*])는 2011년 10월 13일부터 12월 22일까지 후지 TV 목요극장에서 방송된 텔레비전 드라마이다. 에이쿠라 나나, 간노 미호 공동 주연.

## 개요
작은아버지인 남자에게 처음으로 운명적인 사랑을 느끼고 모든 것을 희생하는 여자 의대생. 그녀의 출현에 자신감 넘치고 일도, 사랑도 순조로웠던 30대 여성 연구의는 예상치 못한 질투심에 점차 망가져 간다.
"사랑"이라는 마물(魔物)로 인해 평정을 잃어가는 두 여자와, 두 여자 사이에서 흔들리는 한 남자의 수렁 속 삼각관계를 그렸다.
캐치 카피는 당신만 있다면. 당신만 없다면.. (あなたがいれば。あなたさえいなければ。)

## 줄거리
세토 내해에 소재한 올리브 농원의 외동딸 모리모토 나오코는 아버지의 동생이자 짝사랑하는 이케자와 마사토 때문에 그가 다니는 명문의대에 진학한다. 그러나 오랜만에 만난 마사토는 결혼을 전제로 교제하고 있는 동기 연구의 하라다 아야를 소개한다. 의사가 되기 위해 거듭 노력하고 항상 당당한 아야의 존재는 나오코를 괴롭히고, 나오코는 마사토를 향한 감정을 접으려 하지만 어떠한 사건을 계기로 수렁 속 삼각관계가 생긴다.

## 등장 인물

### 주요 인물
- 모리모토 나오코 - 에이쿠라 나나 (10세 : 나베모토 나나미)

도와의과대학에 입학, 어떤 일을 계기로 오빠같은 존재 마사토 (관계는 숙질)를 좋아하게 된다. 낯가림이 심해 처음 본 사람 앞에서는 꽤 긴장한다.
- 하라다 아야 - 간노 미호

도와의과대학 제1병리학교실 병리전문의. 제1화에서 나오코에게 환자를 직접 대하는 것이 불편해 병리사가 되었다고 설명한다.
- 이케자와 마사토 - 이우라 아라타

도와의과대학부속병원 소화기외과의이자 요스케의 동생. 하루라도 빨리 아야와 결혼하고 싶어 한다.

### 도와의과대학 학생C반
- 노리스기 야스시 - 미조바타 준페이

나오코의 태도나 행동을 보고 입학식 때부터 신경쓰기 시작한다.
- 구리야마 와케 - 이치카와 모토히로

- 라이 요카 - 기무라 후미노

중국 유학생. 조부는 중국에서 유명한 권력자이지만, 티내지 않는 명랑한 재녀.
- 다키노하라 고이치 - 모리 렌

소화기외과 교수인 아버지를 두고있다.
- 미노야 스스무 - 곤도 고엔

5수 후 도와의과대학에 입학했다.

### 도와의과대학 관계자
- 다키노하라 겐지 - 마스 다케시

도와의과대학부속병원 소화기외과 교수.
- 기리시마 다다시 - 사노 시로

도와의과대학 병리학교실 교수.
- 호소카와 히로시 - 야마자키 시게노리

도와의과대학 제1병리학교실 병리전문의. 마사토, 아야의 동기이자 친구.
- 시라이 가나 - 니시야마 마키

도와의과대학부속병원 간호사.

### 모리모토 家
- 모리모토 요스케 - 아난 겐지

나오코의 아버지. 우시마도가사키에서 올리브 농원을 경영한다. 도쿄라는 대도시에서 처음으로 자취하는 딸을 걱정하고 있다.
- 모리모토 히사코 - 기무라 미도리코

나오코의 어머니. 마사토를 좋아하는 나오코의 마음을 눈치채지 못하고 있다.

### 게스트
제1화
- 료 - 나가시마 데루미

넘어진 건축자재더미에 깔리고, 마침 그 곳을 지나던 아야 덕분에 목숨을 건진다.
- 료의 어머니 - 이토 유코
- 택시 기사 - 다쿠보 잇세이
- 도와의과대학 제1병리학교실 병리전문의 - 곤도 마사히로
- 해부학실습 교수 - 야하타 도모아키
- 산부인과의 - 아오키 하지메
- 산부인과 간호사 - 우모토 유키, 후지이 아키
- 료의 구출을 도운 샐러리맨 - 시라쿠라 유지
- 서점 주인 - 하마치카 다카노리
- 뉴스 캐스터 - 스미다 히로시

제2화
- 아야의 부친 - 누마자키 유
- 아야의 모친 - 후카사와 에미
- 마사토의 양아버지 - 사사키 쇼조
- 마사토의 양어머니 - 가와구치 게이코

제3화
- 카메라맨 - 하세가와 게이치로
- 라디오 DJ - 다카하시 아사미 (목소리 출연)

제4화
- 후쿠다 스미오 - 아사쿠라 다쿠야

제5화
- 호소카와의 아내 - 시마오 아키나

제6화
- 이시카와 - 시미즈 사에

다키노하라의 비서
- 하리마 외과병원 경비원 - 나카와키 미키토

제8 ~ 9화
- 구로사와 데쓰야 - 와타나베 겐키치

이케자와의 담당 환자. 약처방이 잘못되어 병이 악화된다.
최종화
- 구마사카 - 스가와라 다이키치

어부.

## 제작진
- 각본 - 오이시 스즈카
- 음악 - 요코야마 마사루
- 연출 - 미즈타 나루히데, 오바라 이치류, 니시자카 미즈나리, 미야키 쇼고
- 프로듀서 - 나사베 소스케, 시미즈 가즈유키, 와타나베 고야
- 제작 - 후지 TV 드라마 제작 센터

## 주제가
- 아이코 - ずっと (포니캐년)

## 방송일·부제·시청률
| 각 화                                                     | 방송일           | 부제 | 연출              | 시청률 |
| --------------------------------------------------------- | ---------------- | --- | ----------------- | ------ |
| 제1화                                                     | 2011년 10월 13일 | 당신을 다른 사람에게 넘겨주지 않을 거야 첫사랑을 향해 상경한 곳에서 나타난 미모의 약혼자 あなたを誰にも渡さない… 初恋の人を追い、上京した先に現れた美しき婚約者 | 미즈타 나루히데   | 11.6%  |
| 제2화                                                     | 2011년 10월 20일 | 그 사람은 꿰뚫고 있어. 내가 당신을 좋아하는 것을 あの人は見抜いてる。私があなたを好きだってことを                                                               | 미즈타 나루히데   | 8.2%   |
| 제3화                                                     | 2011년 10월 27일 | 나의 가장 좋은 부분은 어디야? ...당신 얼굴. 俺のどこが世界一好きなんだよ? …あなたの顔よ。                                                                       | 오바라 이치류     | 8.4%   |
| 제4화                                                     | 2011년 11월 3일  | 너는 개, 고양이니? 더러운 욕망은 버려! あなたは犬や猫なの? 汚らわしい欲望は捨てなさい!                                                                          | 미야키 쇼고       | 10.1%  |
| 제5화                                                     | 2011년 11월 10일 | 안녕... 당신은 한 번 더 날 원하게 될 거야, 반드시 さよなら…あなたは私をもう一度強く求めるわ、必ず                                                               | 니시자카 미즈나리 | 10.2%  |
| 제6화                                                     | 2011년 11월 17일 | 그 날 밤, 그 사람과 호텔에 있었습니다... 둘만의 비밀스런 열흘간 昨夜、あの人とホテルにいました…二人だけの秘密の10日間                                           | 미즈타 나루히데   | 10.2%  |
| 제7화                                                     | 2011년 11월 24일 | 이미 결론은 나왔잖아. 얼른 그녀를 떼어내! もう結論は出ているんでしょ。早く彼女を切りなさい!                                                                     | 미야키 쇼고       | 9.5%   |
| 제8화                                                     | 2011년 12월 1일  | 나는 절대 허락하지 않을 거야! 당신은, 영원히 내 남편이거든. 私は絶対に許さない! あなたは、永遠に私の夫よ。                                                      | 니시자카 미즈나리 | 10.8%  |
| 제9화                                                     | 2011년 12월 8일  | 나는 널 용서하지 않을 거야! 용서하지 않을 거야! 용서하지 않을 거야! 용서하지 않을 거야! 俺はお前を許さない! 許さない! 許さない! 許さない                        | 미야키 쇼고       | 9.6%   |
| 제10화                                                    | 2011년 12월 15일 | 지금 그녀의 부모님을 만나러 가. 마지막 도박이 될 거야 今から彼女の両親に会ってくる。最後の賭けに出るわ                                                          | 니시자카 미즈나리 | 9.3%   |
| 최종화                                                    | 2011년 12월 22일 | 이제 아무것도 바라지 않아. 아무도 우리를 모르는 곳으로 가자 もう何も望まない。誰も私達を知らない国へ行こう                                                      | 미즈타 나루히데   | 10.6%  |
| 평균 시청률 9.86% (시청률은 간토 지구 비디오 리서치 조사) |                  | |                   |        |

- 제1화 15분 연장.
- 제6화는 배구 월드컵 여자 일본 對 독일전 중계로 22시 55분 ~ 23시 49분에 방송.
- 제7화는 배구 월드컵 남자 일본 對 세르비아전 중계로 22시 55분 ~ 23시 49분에 방송.
- 제9화, 최종화는 《톤네루즈의 여러분 덕분이었습니다》 15분 연장으로 22시 15분 ~ 23시 9분에 방송.